# Hospitaal

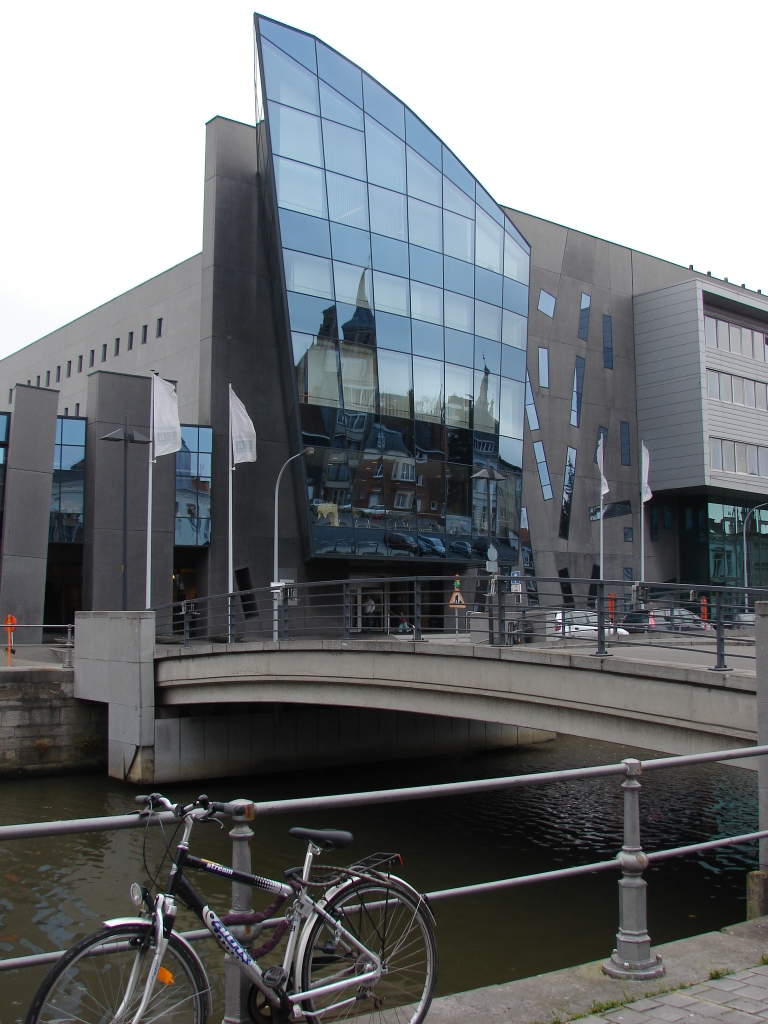
Nieuwe vleugel van hospitaal te Kortrijk

Een hospitaal of gasthuis is oorspronkelijk een plaats waar vreemdelingen en pelgrims in kloosters konden overnachten en verblijven. Later werden er ook zieken opgenomen. 

## Begripsgebruik
In België en Suriname is de term synoniem voor algemeen ziekenhuis. In Nederland werden gewone ziekenhuizen vroeger ook vaak hospitaal genoemd, zoals het Sint Bonifatius Hospitaal in Leeuwarden. De term is in het algemeen nog steeds gebruikelijk voor een militair hospitaal, al dan niet te velde. Een bekend militair hospitaal bevindt zich in Londen: het Koninklijk Hospitaal van Chelsea.

### Hospitaalschip
Bij oorlogen en rampen gebruikt men soms hospitaalschepen voor de verpleging en het vervoer van grote hoeveelheden gewonden. Tot 1988 was op de Noordzee een hospitaalkerkschip in gebruik ten behoeve van de bemanningsleden op de schepen van de visserij.